# クワドラント山
アンドロメダ山（英語: Quadrant Peak）はサウスサンドウィッチ諸島のビンディケーション島最高峰の山。標高430 m。山名はイギリスのAntarctic Place-Names Committeeにより、1971年に命名された。